# الجمعية الإنسانية للسلوك والتطور
الجمعية الإنسانية للسلوك والتطور (بالإنجليزية: Human Behavior and Evolution Society) هي جمعية دولية متعددة التخصصات، تضم باحثين أساساً من العلوم الاجتماعية والعلوم الحيوية، الذين يستخدمون نظرية التطور الحديثة لمساعدة في اكتشاف الطبيعة البشرية بما في ذلك التكيفات العاطفية والإدراكية والجنسية المتطورة. تأسست الجمعية في 29 أكتوبر 1988 في جامعة ميشيغان
الدورية الأكاديمية الرسمية للجمعية هي مجلة التطور والسلوك البشري، وقد عقدت الجمعية مؤتمرات سنوية منذ عام 1989.
عضوية الجمعية دولية على نطاق واسع، وتضم أعضاء من العلماء في العديد من المجالات، مثل علم النفس، والأنثروبولوجيا، والطب، والقانون، والفلسفة، وعلم الأحياء، والاقتصاد، وعلم الاجتماع. وعلى الرغم من هذا التنوع، فإن أعضاء الجمعية "يتحدثون جميعًا اللغة المشتركة للداروينية".

## الرؤساء
تولى الأفراد التالية أسماؤهم منصب رؤساء الجمعية الإنسانية للسلوك والتطور:
- دابليو دي هاميلتون (1988-1989)[8]
- راندي نيسي [الإنجليزية] (1989-1991)
- مارتن دالي (1991-1993)
- نابليون شاغنون (1993-1995)
- ديك الكسندر (1995-1997)
- مارغو ويلسون (1997-1999)[9]
- جون توبي (1999-2001)
- بيل آيرونز [الإنجليزية] (2001-2003)
- بوبي لو [الإنجليزية] (2003-2005)
- ديفيد بوس (2005-2007)
- ستيف جانجيستاد [الإنجليزية] (2007-2009)
- بيتر ريتشرسون [الإنجليزية] (2009-2011)
- راندي ثورنهيل [الإنجليزية] (2011-2013)
- مارك فلين [الإنجليزية] (2013-2015)
- إليزابيث كاشدان [الإنجليزية] (2015-2017)
- روب كورزبان [الإنجليزية] (2017-2018)[10]
- دوغ كينريك [الإنجليزية] (2018-2019)
- ليدا كوزميدس (2019-2021)
- ديفيد شميت [الإنجليزية] (2021-)

## مقالات ذات صلة
- نظرية الميراث المزدوج
- علم النفس التطوري التنموي
- علم النفس التطوري
- بروتين صندوق الشوكة الثنائي والتطور البشري [الإنجليزية]
- علم البيئة السلوكي البشري